# Округ Редвуд (Минесота)
Редвуд (енгл. Redwood County) је округ у америчкој савезној држави Минесота.

## Демографија
По попису из 2010. године број становника је 16.059, што је 756 (-4,5%) становника мање него 2000. године.
| Група             | 2000.          | 2010.          |
| Белци             | 15.879 (94,4%) | 14.119 (87,9%) |
| Афроамериканци    | 22 (0,1%)      | 75 (0,5%)      |
| Азијати           | 53 (0,3%)      | 507 (3,2%)     |
| Хиспаноамериканци | 192 (1,1%)     | 335 (2,1%)     |
| Укупно            | 16.815         | 16.059         |